# Thiethylperazine
Thiethylperazine (Torecan) là một chất chống nôn của nhóm phenothiazine. Mặc dù nó không bao giờ được cấp phép hoặc sử dụng như một thuốc chống loạn thần, nhưng nó có thể có tác dụng như vậy.
Thiethylperazine kích hoạt protein vận chuyển ABCC1 giúp loại bỏ beta-amyloid khỏi não chuột.